# Аничка Бочева
Аничка Петрова Бочева е българска хореографка, която посвещава живота си на турския фолклор. На 29 септември 2003 година е удостоена със званието почетен гражданин на Разград.

## Биография
Аничка Бочева е родена на 1 октомври 1933 година в град Разград. Завършва средно си образование в 1951 година и постъпва в първия национален курс за ръководител на художествени състави. От 1953 година работи в Драматичен театър „Антон Страшимиров“. През 1963 година специализира в Държавен ансамбъл за песни и танци на Азербайджан. От 1986 година е хореограф на „Лудогорие“ (днес Капански ансамбъл).
През последните повече десет години от живота си работи като хореограф с турски самодейно колективи в селата Самуил, Раковски и др.
От 2000 година участва активно в създаване на репертоара на ансамбъл „Разградски хубавелки“. В дългия си творчески път г-жа Бочева има над 200 хореографски постановки.
Почива на 4 декември 2012 година в Разград, на 79-годишна възраст.

## Отличия
През 1963 година получава орден „Кирил и Методий“ III – степен, а в 1983 година II-степен, и златен медал от третия републикански фестивал на художествената самодейност.